# Luis Muntadas Rovira
Lluís Muntadas i Rovira (Barcelona, 1865-1911 ), fue un ingeniero e industrial catalán, pionero de la industria y los productos eléctricos, fundador de las empresas La Industria Eléctrica y Lámparas Z. Junto con Salvador Andreu, construyó el funicular del Tibidabo. 
Era hijo de Josep Antoni Muntadas i Campeny, fundador de la empresa textil familiar La España Industrial.
En 1901 encargó al arquitecto Josep Puig i Cadafalch la construcción de la casa Muntadas, villa residencial en la avenida del Tibidabo . 
Fue uno de los principales introductores en España de las industrias eléctricas. En 1897 fundó Barcelona la compañía La Industria Eléctrica,  que en 1910 se unió a Siemens, creándose la sociedad Siemens Schuckert Industria Eléctrica SA .   En 1908, fundó la empresa Lámparas Z destinada inicialmente a la fabricación de luces o bombillas incandescentes, y posteriormente a luces fluorescentes y aparatos eléctricos de uso doméstico. Fue finalmente absorbida por Philips.  A su muerte, le sucedió al frente de la empresa Lámparas Z su yerno Juli Caparà . 